# Tekelloides
Tekelloides es un género de arañas araneomorfas de la familia Cyatholipidae. Se encuentra en Nueva Zelanda.

## Lista de especies
Según The World Spider Catalog 12.0:
- Tekelloides australis Forster, 1988
- Tekelloides flavonotatus (Urquhart, 1891)